# Moon Child
Moon Child es una película protagonizada por Gackt Camui, Hideto Takarai (Hyde) y Lee-Hom Wang.

## Argumento
En el año 2014, Japón sufre un colapso económico mayor y los habitantes se ven obligados a emigrar a la cercana China continental. Tres niños están viviendo en una ciudad china llamada Mallepa. Los tres chicos, uno llamado Shou (Gackt), otro Shinji y un tercero, Toshi, sobreviven por medio de pequeños robos. En un robo que salió mal, Shou encuentra a Kei (Hyde), un hombre que parece ser joven pero que en realidad es un vampiro.
Varios años más tarde, cuando Shou ya tiene 20 años, entra al equipo de robo de Kei y Toshi. Uno de esos robos lo hacen a una banda criminal, donde luego aparece un taiwanés llamado Son (Leehom). Son ataca a la banda porque el líder violó a su hermana, Yi-Che.
Esos fueron los personajes principales de la película, que son la descripción de Shou desde que era pequeño en adelante y cómo surge en el mundo criminal de Mallepa.

## Música
El tema central de la película es Orenji no Taiyou (en español "El Sol Naranja"), realizado por Gackt y Hyde
- Datos: Q1946689